# Folco III d'Angiò
Folco, detto Nerra (il Nero, a causa del suo aspetto malinconico), in francese Foulques III, dit Nerra, le Noir (970 circa – Metz, 21 giugno 1040), fu il quarto conte di Angiò dal 987 fino alla sua morte.
Folco Nerra fu una delle figure di maggior spicco tra la fine del secolo X e la prima metà del secolo XI del Medioevo francese, che consolidò ed espanse i domini della contea d'Angiò ed incrementò la sua influenza alla corte di Francia, continuando la costruzione di fortezze (come Montbazon) ed edifici religiosi (come l'abbazia di Beaulieu-lès-Loches, nel 1007) in Angiò e in Turenna; fu anche fautore di "strade comitali", costruite sul modello romano. Folco fu di carattere impulsivo e contraddittorio; pur comportandosi, in alcune occasioni, da persona veramente pia, nei suoi abusi nulla poteva fermarlo, tanto meno i comandamenti di Dio.
Lo storico francese Achille Luchaire definì Folco Nerra: «un des batailleurs les plus agités du Moyen Âge.»

## Origine
Secondo il documento n° XXII del Cartulaire noir de la cathédrale d'Anger, Folco Nerra, nel 1020, fece una donazione in suffragio dei propri genitori (pro anima patris mei Gauffredi et matris Adelæ), che erano il terzo conte di Angiò e conte di Chalon, Goffredo I Grisegonelle (938 circa - 21 luglio 987) e di Adele di Troyes (ca. 950 - † 974), figlia di Roberto di Vermandois, conte di Meaux e di Troyes, e di Adeliaide (930/5- dopo l'agosto 967), figlia di Giselberto di Châlon e di Ermengarda, figlia di Riccardo di Autun e sorella di Ugo il Nero, come confermato dal Cartulaire de l'abbaye de Montiéramey.
Secondo la Chroniques des comtes d'Anjou et des seigneurs d'Amboise, Genealogiæ comitum Andegavensium, Adele, che discendeva da Roberto di Vermandois, che a sua volta discendeva da Erberto II di Vermandois, aveva generato Folco Nerra, che a sua volta generò Goffredo Martello.
Secondo la Chronica de Gesta Consulum Andegavorum, Chroniques d'Anjou, Goffredo I Grisegonelle era figlio del secondo conte di Angiò, conte di Nantes e duca di Bretagna, Folco II il Buono e, secondo il Cartulaire de l'abbaye de Saint-Aubin d'Angers, Tome I, della sua prima moglie, Gerberga (patris mei Fulconis, matris quoque meæ Gerbergæ), di cui non si conoscono con certezza gli ascendenti (vi sono diverse ipotesi, una dice che era figlia del visconte di Vienne, discendente per parte di madre dal re di Provenza, Bosone; una seconda sostiene che era una Ugonide: Gerberga del Maine (ca 913 - prima del 952, invece lo storico Maurice Chaume dice che era figlia di Goffredo, visconte d'Orléans e conte di Gâtinais).

## Biografia
La paternità di Folco, viene confermata anche dal:
- Fragmentum Historiæ Andegavensis, Chroniques d'Anjou, redatto dal suo discendente Folco IV, detto il Rissoso (Goffridus Grisagonella pater avi mei Fulconis)[9],
- dal documento n° XXII del Cartulaire noir de la cathédrale d'Anger, in cui Folco Nerra, nel 1020, fece una donazione in suffragio dei propri genitori (pro anima patris mei Gauffredi et matris Adelæ)[2],
- e dalla Chronica Albrici Monachi Trium Fontium (Gaufridi Grisagonelli, patris Fulconis Andegavensum comitis)[10].

Mente Folco è ritenuto nipote di Goffredo I (figlio Maurizio, figlio di Goffredo I e Adelaide) sia dalla Chronica de Gesta Consulum Andegavorum, Chroniques d'Anjou che dalla Historia Comitum Andegavorum, Chroniques d'Anjou.
Nel 974, sua madre, Adele, secondo il Cartulaire de l'abbaye de Saint-Aubin d'Angers, Tome I, fece una donazione che fu controfirmata dal marito, Goffredo I Grisegonelle e dai due figli, Folco Nerra e Goffredo.
Suo padre, Goffredo morì nel 987, come riporta il Chronico Sancti Michaelis in periculo maris, mentre la Chronica domni Rainaldi archidiaconi sancti Mauricii Andegavensis, Chroniques des Eglises d'Anjou precisa che morì il 21 luglio (XII Kalendas Augusti), all'assedio di Marçon (obsidione Marsonis), dove assediava un vassallo del conte di Blois, Oddone I.Nella contea di Angiò gli successe il figlio, Folco Nerra, mentre la contea di Chalon, in Borgogna, andò al figliastro di Goffredo, Ugo I, che ne era già conte titolare.
Folco continuando la politica del padre di appoggio ai Robertingi, riprese la guerra contro il conte di Blois, di Chartres, di Châteaudun, di Tours, di Provins, e di Reims, Oddone I, che invece continuava a sostenere la causa dei Carolingi e che venne costretto a consegnare alcuni ostaggi al re di Francia, Ugo Capeto. Le ostilità continuarono sino alla morte di Oddone I, nel 996.

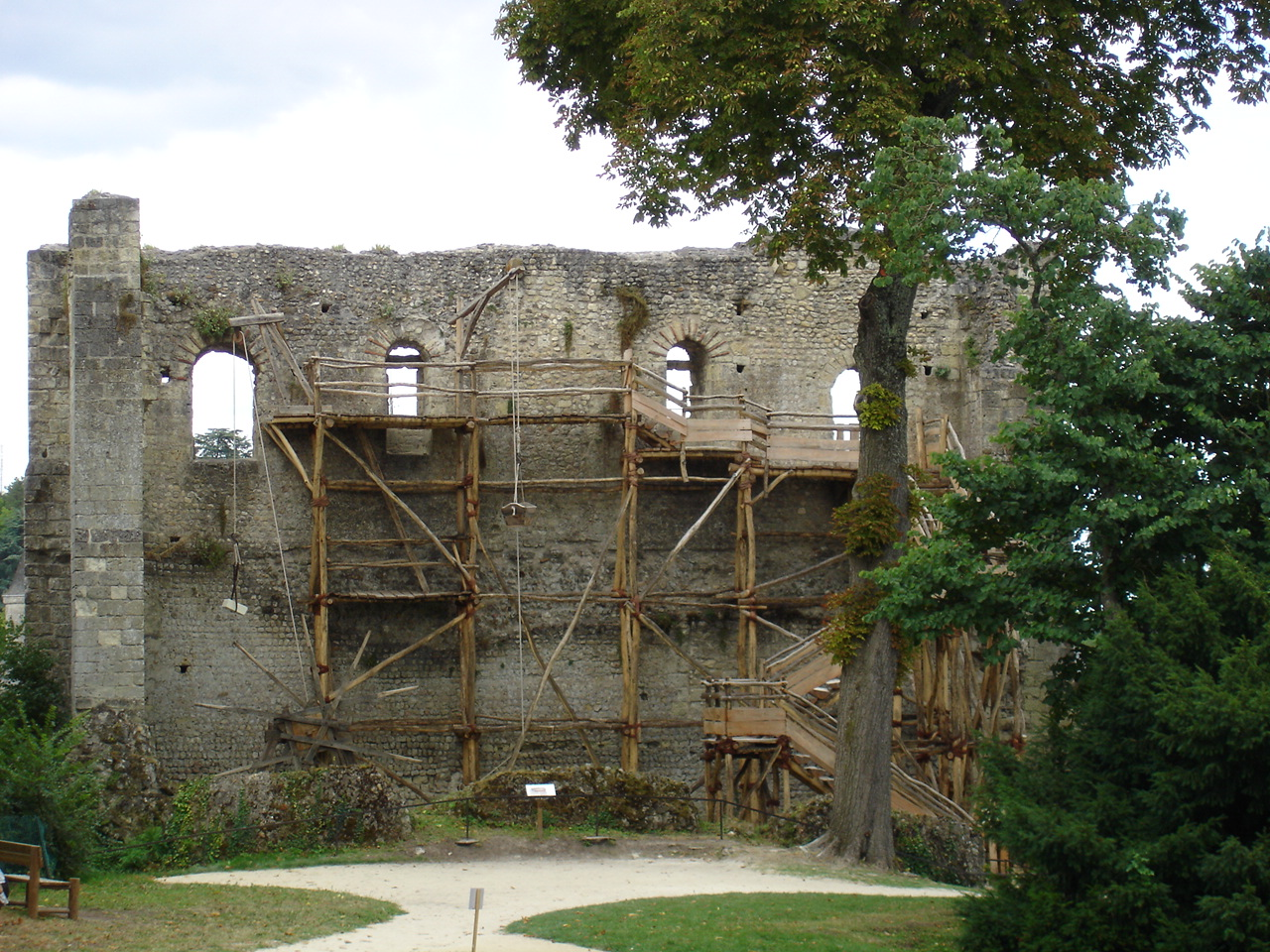
Le rovine dell'antica fortezza di Langeais costruita da Folco Nerra

Folco continuò la politica del padre anche nella costruzione di diversi castelli e fortezze, per migliorare la difesa della contea, cedendoli ad alcune famiglie feudali, che, trasmettendoli ai propri eredi, nell'arco di poco più di cinquant'anni, divennero praticamente indipendenti, innescando le ribellioni che esplosero nella contea per la successione a suo figlio, Goffredo II Martello.
La vita di Folco Nerra fu un'alternanza di atti di violenza seguiti da pentimenti (costruzione di chiese e abbazie oppure penitenze, anche pesanti); secondo il Chronico Monasterii Sancti Albini Andegavensis il 27 giugno 992, Folco sconfisse, a Conquereuil, il duca di Bretagna e conte di Rennes, Conan I (sostenuto da Oddone I di Blois e dal duca di Normandia, Riccardo I Senza Paura), che fu ucciso, e subito dopo Folco fece donazioni alla chiesa di San Maurizio di Angers, «per la salvezza della sua anima peccatrice che aveva fatto morire una moltitudine di cristiani a Conquereuil»; mentre dopo la presa di Tours, nel 996, arrivato al chiostro di San Martino chiese perdono, a piedi nudi, alla tomba del Santo che aveva offeso.
Ancora secondo il Chronico Monasterii Sancti Albini Andegavensis, nell'anno 1000, ci fu l'incendio di Angers (provocato da Folco Nerra), pochi giorni dopo la morte della prima moglie di Folco, Elisabetta di Vendôme (accoltellata da Folco, mentre secondo il documento n° VI, datato 1032, del Cartulaire de l'abbaye cardinale de la Trinité de Vendôme, Tomes I, Folco la fece bruciare viva).
Per chiedere perdono dei suoi peccati si recò tre volte in Terra santa; la prima volta, che si recò a Gerusalemme, fu tra il 1002 e il 1003 (secondo il Cartulaire de l'abbaye cardinale de la Trinité de Vendôme, Tomes I, pentito della crudeltà contro la moglie), mentre la seconda volta fu nel 1008, quando dovette affrontare le ostilità di alcuni signori musulmani che volevano impedirgli di raggiungere Gerusalemme; ma Folco seppe scansare tutte le trappole escogitate dagli infedeli, con grande acutezza.
Infine, nel 1039, a circa settant'anni, non esitò ad affrontare le fatiche ed i pericoli di un ultimo pellegrinaggio alla tomba del Salvatore, e venne descritto, per le vie di Gerusalemme, mezzo nudo, con una corda al collo, fustigato da due servi, urlante: «Signore abbi pietà del traditore!».
In questo fu di esempio a molti nobili, compreso il duca di Normandia, Roberto I il Magnifico.
Nel 1008, poco prima del suo secondo pellegrinaggio, Folco si macchiò dell'assassinio (ne fu il mandante) del conte palatino, Ugo di Beauvais, sotto gli occhi del re di Francia, Roberto II, con il quale Ugo stava cacciando; dopo l'assassinio, Folco diede immediatamente rifugio nelle sue terre agli assassini del conte e per questo il re lo accusò di alto tradimento, mentre un sinodo di vescovi, a Chelles, si pronunciava per la scomunica di Folco, che seguendo il suggerimento del vescovo di Chartres, Fulberto, fece atto di sottomissione e consegnò i colpevoli.

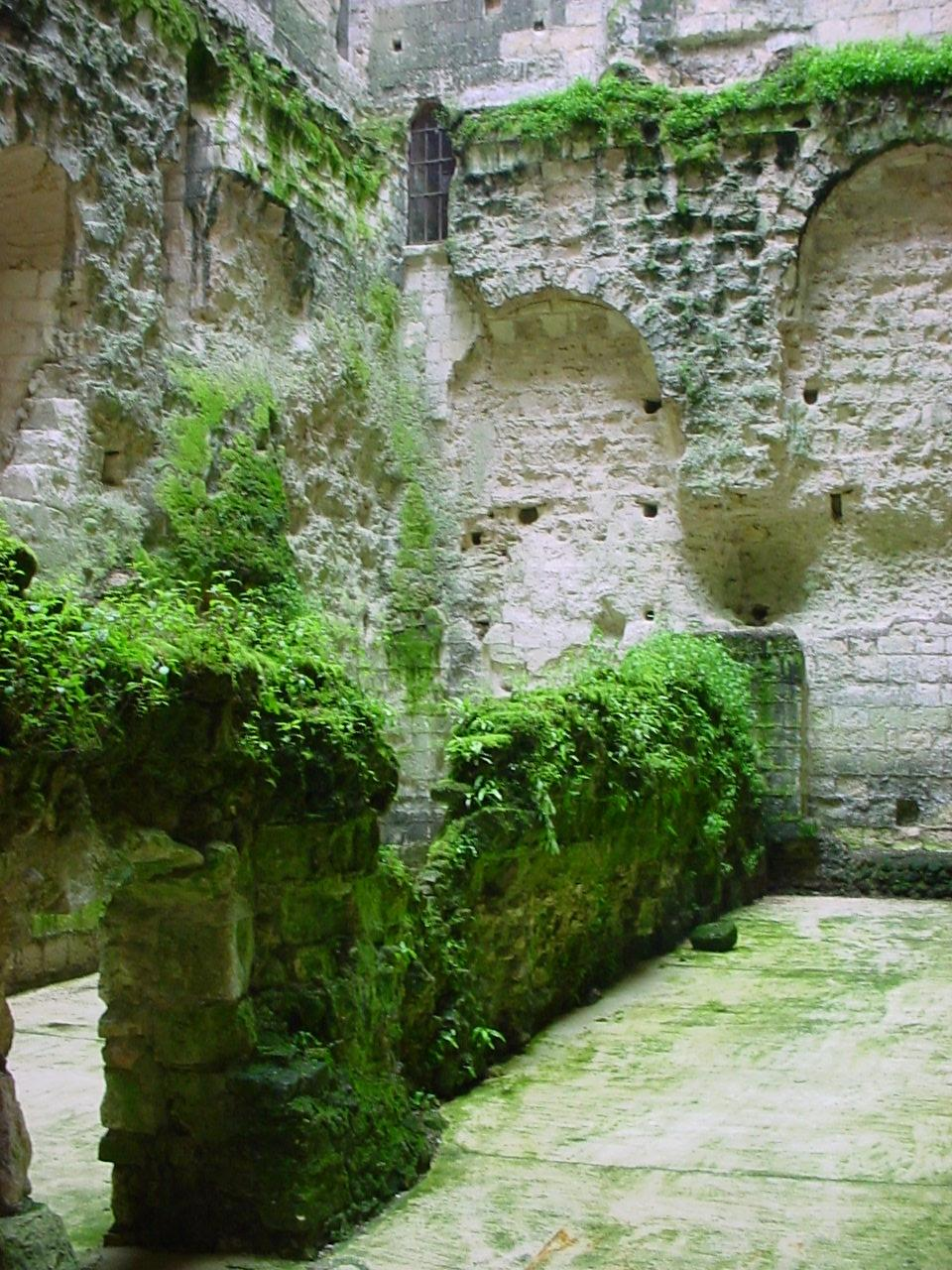
Castello di Folco Nerra a Loches

Ancora secondo il Cartulaire de l'abbaye de Saint-Aubin d'Angers, Tome I, verso il 1015, Folco Nerra rinunciò a tutti i suoi diritti sulle terre del monastero a favore del monastero di Saint-Aubin d'Angers.
Folco, assieme alla sua seconda moglie, Ildegarda ed al figlio, Goffredo Martello fondo il monastero della Beatæ Mariæ Caritatis Andegavensis e fece una donazione al monastero de La Charité Sainte-Marie d´Anjou.
Nel 1016, iniziò, da parte di Folco Nerra la politica di usurpazione della Turenna. Già in quell'anno, Folco Nerra inflisse al conte di Blois, Oddone II una sconfitta a Pontlevoy. Poi Folco continuò, per tutta la vita, la sua penetrazione in Turenna e la guerra contro il potente conte di Blois, come conferma anche il monaco e uno dei maggiori cronisti d'età medievale, Rodolfo il Glabro. Questa situazione, verso il 1025, impedì a Oddone II di aiutare il re di Francia, Roberto II, contro l'imperatore, Corrado II di Franconia.
Folco combatté anche i Bretoni a cui tolse Le Pallet e i duchi d'Aquitania a cui tolse la Mauges e, nel 1026, conquistò e saccheggiò Saumur, dove non risparmiò neppure la chiesa di Saint-Florent.
In quel periodo, si guastarono i buoni rapporti che aveva con il conte del Maine, Eriberto I detto Cane Sveglio e, nel 1025, come narra Ademaro di Chabannes, nel par. 64, il conte Eriberto I fu attirato in un'imboscata dal conte d'Angiò, Folco III Nerra, che lo invitò a Saintes, per un incontro chiarificatore sui loro dissidi; Eriberto vi si recò, senza sospetti, ma appena vi giunse, fu catturato e incarcerato. Il piano di Folco prevedeva anche la cattura della contessa, la moglie di Eriberto, ma questa parte del piano non andò a buon fine, per cui, dopo due anni di carcere, dopo aver subito molte umiliazioni, Eriberto riuscì a tornare in libertà.
Nel 1028, Folco fondò il monastero femminile di Ronceray, essendo uno dei primi a fondare un monastero femminile.
Dopo il 1036, nacque la rivalità con il suo unico figlio maschio, Goffredo Martello e tale rivalità crebbe tanto che si arrivò alla guerra e Goffredo fu sconfitto dal padre, nel 1039; dopo la sconfitta, Goffredo Martello fu costretto dal padre, a percorrere parecchie miglia con una sella sulla schiena e quando lo vide strisciare verso di lui, lo respinse con un piede lanciando un urlo di vittoria.
Quello stesso anno Folco III Nerra partì per la terza e ultima volta per la Terra santa e l'anno successivo, mentre rientrava in Angiò morì, come ci racconta ancora Rodolfo il Glabro, a Metz, e il suo corpo fu trasferito a Beaulieu-lès-Loches, dove fu tumulato nell'abbazia da lui fatta costruire. Il Chronicæ sancti Albini Andegavensis, Chroniques des Eglises d'Anjou ricorda la morte di Folco (Fulco comes Andecavorum, pater Gaufridi), precisando anche la data, il 21 giugno 1040 (MXL - XI Kalend. Julii). La Chronica de Gesta Consulum Andegavorum, Chroniques d'Anjou, oltre a rammentare la morte di Folco, conferma che fu sepolto nell'abbazia da lui fatta costruire, dopo che il corpo era stato aromatizzato e traslato, con grandi onori, a Lucanse castrum.
Il figlio Goffredo Martello gli subentrò nel governo della contea d'Angiò, come Goffredo II Martello, come ci viene confermato dalla Chronica de Gesta Consulum Andegavorum, Chroniques d'Anjou.

## Matrimoni e discendenza
Sempre secondo il documento n° VI, datato 1032, del Cartulaire de l'abbaye cardinale de la Trinité de Vendôme, Tomes I, Folco Nerra aveva sposato, in prime nozze, prima del 990, Elisabetta di Vendôme, figlia di Burcardo il «Venerabile», conte di Vendôme e d'Elisabetta di Melun; Elisabetta, accusata ingiustamente di adulterio dal marito, morì verso l'anno 1000, bruciata viva o/e accoltellata dal marito, prima dell'incendio di Angers. Da questo matrimonio nacque una figlia:
- Adele († 1035 circa), che aveva sposato Bodone di Nevers[25], contessa di Vendôme, dopo la morte nel 1028, del figlio primogenito, Burcardo, conte di Vendôme, che era succeduto allo zio, il vescovo di Parigi, Rinaldo, conte di Vendôme[38], che, nel 1032, cedette la contea al fratellastro, Goffredo Martello[39].

Folco poi sposò, nel 1001, un'Ildegarda († 1046), di cui non si conoscono gli ascendenti, ma sicuramente di nobili origini e originaria della Lotaringia; sulle origini di Ildegarda furono formulate varie ipotesi:

discendente dai conti di Sundgau,

discendente dai conti di Nordgau,

figlia del duca dell'Alta Lotaringia, Teodorico I e di Richilde di Metz.

Ildegarda viene citata in diversi documenti degli Archives d'Anjou, Tome III, Cartularium monasterii beatæ Mariæ Caritatis Andegavensis, assieme al marito, Folco, ed al figlio, Goffredo, inerenti a donazioni e a fondazioni di chiese o monasteri. Il Chronicæ sancti Albini Andegavensis, Chroniques des Eglises d'Anjou ricorda la morte di Ildegarda (Hildegardis comitissa), precisando anche la data, il 1º aprile 1046 (MXLVI - Kal. aprilis) ed il Chronicon Vindocinense, oltre a confermare la data precisa che si era fatta suora (Hildegardis religiosa comitissa Andegavensis), mentre lo storico Szabolcs de Vajay, nel suo Contribution à l'histoire de l'attitude des royaumes pirénéens dans la querelle des investitures: de l'origine de Berthe, reine d'Aragon et de Navarre, precisa che Ildegarda morì sulla via di Gerusalemme, dove fu tumulata nella Chiesa del Santo Sepolcro di Gerusalemme.
Ildegarda a Folco diede due figli: 
- Goffredo Martello[5][41](1006 † 1060), conte d'Angiò e di Vendôme;
- Ermengarda detta Bianca (1018-1076, la genealogia paterna di Ermengarda è illustrata a pagina 247 delle Chroniques des Comtes d´Anjou et des Seigneurs d´Amboise[42]), che sposò, in prime nozze, il conte di Gâtinais Goffredo II, poi, in seconde nozze, il duca di Borgogna, Roberto I il Vecchio.

## Letteratura su Fulco III Nerra
Fulco IV scrisse una storia dei conti d'Angiò che è andata perduta quasi interamente. Il frammento salvato fu inserito nello Spicilegium di Luc d'Achery che fu tradotto in francese dall'abate, Michel de Marolles nel suo libro "Les Histoires des anciens comtes d'Anjou et de la construction d'Amboise, avec des remarques sur chaque ouvrage" (1681).
Mentre il "Gesta Consulum Andegavorum" è un testo scritto in latino tra il 1100 e il 1140 da un monaco angioino, su richiesta di Fulco IV il Rissoso, che riguarda la prima dinastia dei conti d'Angiò a partire dai visconti d'Angers del IX secolo

## Ascendenza
|                       |                          |                         | Genitori               |  |  | Nonni |  |  | Bisnonni        |  |  | Trisnonni |  |
|                       |                          |                         |                        |  |  |       |  |  | Folco I d'Angiò |  |  | Ingelger  |  |
|                       |                          |                         |                        |  |  |       |  |  | Folco I d'Angiò |  |  | Ingelger  |  |
|                       |                          | Aelindis                |                        |  |  |       |  |  | Folco I d'Angiò |  |  |           |  |
| Folco II d'Angiò      |                          |                         |                        |  |  |       |  |  | Folco I d'Angiò |  |  |           |  |
|                       |                          | Rosalia di Loches       | Guarniero di Loches    |  |  |       |  |  |                 |  |  |           |  |
|                       |                          | Rosalia di Loches       | Guarniero di Loches    |  |  |       |  |  |                 |  |  |           |  |
|                       |                          | Rosalia di Loches       | Adelaide di Châlon     |  |  |       |  |  |                 |  |  |           |  |
| Goffredo I d'Angiò    |                          | Rosalia di Loches       |                        |  |  |       |  |  |                 |  |  |           |  |
|                       |                          | …                       | …                      |  |  |       |  |  |                 |  |  |           |  |
|                       |                          | …                       | …                      |  |  |       |  |  |                 |  |  |           |  |
|                       |                          | …                       | …                      |  |  |       |  |  |                 |  |  |           |  |
| Gerberga              |                          | …                       |                        |  |  |       |  |  |                 |  |  |           |  |
|                       |                          | …                       | …                      |  |  |       |  |  |                 |  |  |           |  |
|                       |                          | …                       | …                      |  |  |       |  |  |                 |  |  |           |  |
|                       |                          | …                       | …                      |  |  |       |  |  |                 |  |  |           |  |
| Folco III d'Angiò     |                          | …                       |                        |  |  |       |  |  |                 |  |  |           |  |
|                       | Erberto II di Vermandois | Erberto I di Vermandois |                        |  |  |       |  |  |                 |  |  |           |  |
|                       | Erberto II di Vermandois | Erberto I di Vermandois |                        |  |  |       |  |  |                 |  |  |           |  |
|                       | Erberto II di Vermandois | Liutgarda de Morvois    |                        |  |  |       |  |  |                 |  |  |           |  |
| Roberto di Vermandois | Erberto II di Vermandois |                         |                        |  |  |       |  |  |                 |  |  |           |  |
|                       |                          | Adele di Francia        | Roberto I di Francia   |  |  |       |  |  |                 |  |  |           |  |
|                       |                          | Adele di Francia        | Roberto I di Francia   |  |  |       |  |  |                 |  |  |           |  |
|                       |                          | Adele di Francia        | Adele del Maine        |  |  |       |  |  |                 |  |  |           |  |
| Adele di Troyes       |                          | Adele di Francia        |                        |  |  |       |  |  |                 |  |  |           |  |
|                       |                          | Gilberto di Borgogna    | Manasse di Châlon      |  |  |       |  |  |                 |  |  |           |  |
|                       |                          | Gilberto di Borgogna    | Manasse di Châlon      |  |  |       |  |  |                 |  |  |           |  |
|                       |                          | Gilberto di Borgogna    | Ermengarda di Provenza |  |  |       |  |  |                 |  |  |           |  |
| Adelaide di Châlon    |                          | Gilberto di Borgogna    |                        |  |  |       |  |  |                 |  |  |           |  |
|                       |                          | Ermegarda di Autun      | Riccardo di Autun      |  |  |       |  |  |                 |  |  |           |  |
|                       |                          | Ermegarda di Autun      | Riccardo di Autun      |  |  |       |  |  |                 |  |  |           |  |
|                       |                          | Ermegarda di Autun      | Adelaide di Borgogna   |  |  |       |  |  |                 |  |  |           |  |
|                       |                          | Ermegarda di Autun      |                        |  |  |       |  |  |                 |  |  |           |  |

### Fonti primarie
- (LA)  Monumenta Germaniae Historica, Scriptores, tomus XXIII.
- (LA)  Cartulaire noir de la cathédrale d'Anger.
- (LA)  Rerum Gallicarum et Francicarum Scriptires, tomus X.
- (LA)  Cartulaire de l'abbaye de Saint-Aubin d'Angers, tomus I.
- (LA)  Chronicæ sancti Albini Andegavensis, Chroniques des Eglises d'Anjou.
- (LA)  Ademarus Engolismensis Historiarum Libri Tres.
- (LA)  #ES Chroniques des comtes d´Anjou et des seigneurs d´Amboise.
- (LA)  Rodulfi Glabri Historiarum Libri Quinque.
- (LA)  Cartulaire de l'abbaye cardinale de la Trinité de Vendôme, Tome I.
- (LA)  Cartulaire de l'abbaye cardinale de la Trinité de Vendôme, Tome IV.

### Letteratura storiografica
- Louis Halphen, "Francia: gli ultimi carolingi e l'ascesa di Ugo Capeto (888-987)", cap. XX, vol. II (L'espansione islamica e la nascita dell'Europa feudale) della Storia del Mondo Medievale, 1999, pp. 636–661.
- Louis Halphen, "La Francia dell'XI secolo", cap. XXIV, vol. II (L'espansione islamica e la nascita dell'Europa feudale) della Storia del Mondo Medievale, 1999, pp. 770–806.
- Austin Lane Poole, "L'imperatore Corrado II", cap. VII, vol. IV (La riforma della chiesa e la lotta fra papi e imperatori) della Storia del Mondo Medievale, 1999, pp. 170–192.
- Alexander Hamilton Thompson, "Gli ordini monastici", cap. VII, vol. V (Il trionfo del papato e lo sviluppo comunale) della Storia del Mondo Medievale, 1999, pp. 245–294.
- William John Corbett, "L'evoluzione del ducato di Normandia e la conquista normanna dell'Inghilterra", cap. I, vol. VI (Declino dell'impero e del papato e sviluppo degli stati nazionali) della Storia del Mondo Medievale, 1999, pp. 5–55.
- (LA)  Marchegay, P. e Salmon, A., Chroniques d'Anjou Tomo I.
- (LA)  Latouche, R. (1910) Histoire du comté du Maine pendant le X et le XI siècle.
- (FR)  Les Seigneurs du Maine: La deuxième Maison du Maine.